# Франко Тарас Іванович
Тара́с Іва́нович Франко́ (9 березня 1889, Львів — 13 листопада 1971, Київ) — український письменник, педагог. Член Спілки письменників СРСР. Син Івана Франка та Ольги Франко (Хоружинської), брат Андрія Франка, Петра Франка й Анни Ключко (Франко).

## Життєпис

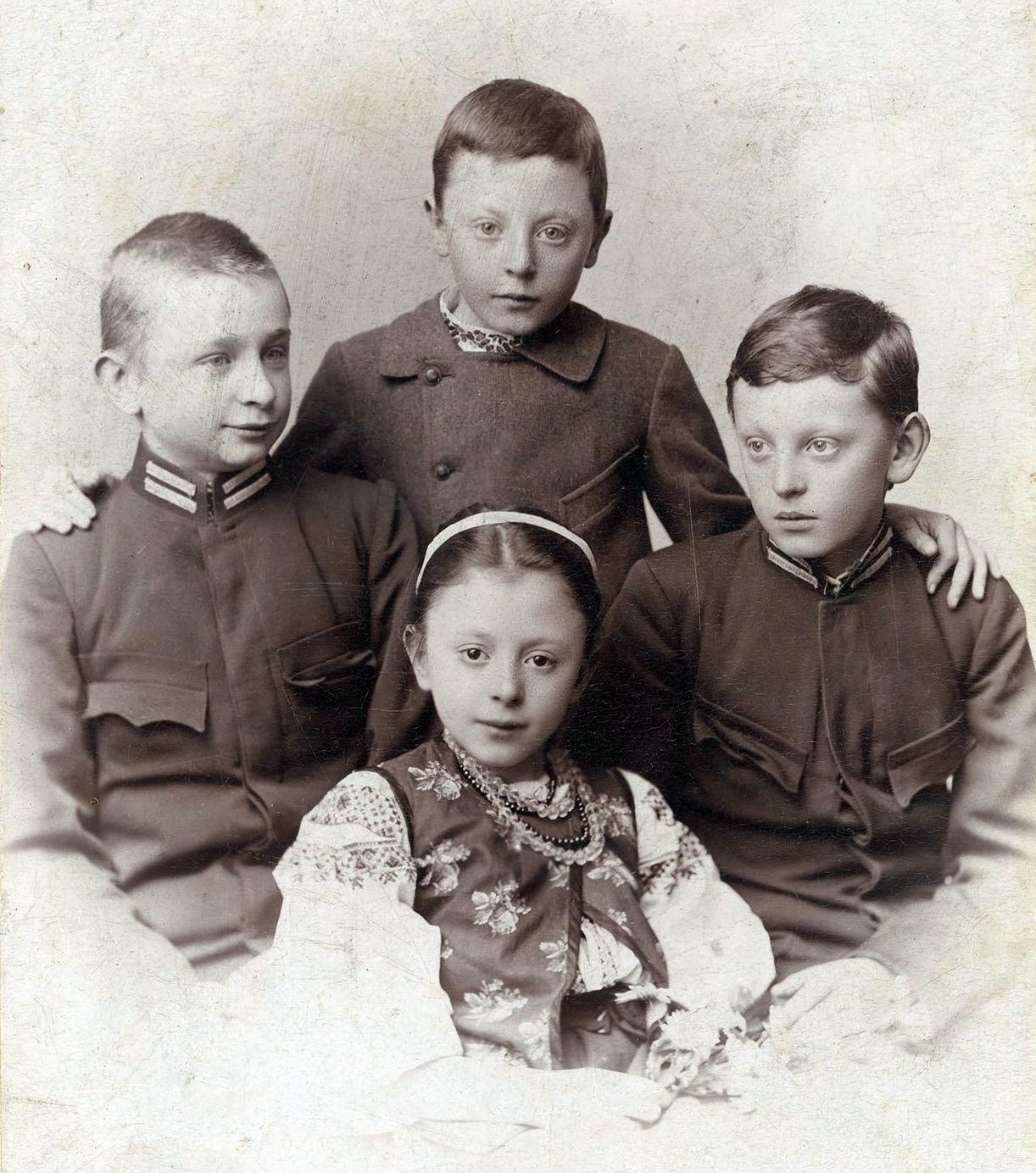
Діти Івана Франка. Зліва Андрій, Петро, Тарас, у центрі Ганна. 1902 р.

Народився 9 березня 1889 року у Львові.
Навчався в Українській академічній гімназії, після закінчення якої студіював філологію на філософському факультеті Львівського університету. Студентом перекладав твори грецьких і латинських письменників, писав вірші, які опублікував під спільним заголовком «Старе і нове вино». Для поглиблення знань поїхав на рік до Віденського університету. Після закінчення Львівського університету учителював у місцевій гімназії. Під час Першої світової війни мобілізований Т. Франко захворів на тиф. Одужавши, поїхав у відрядження в підрозділ зв'язку на російсько-австрійський фронт.

Учительський відділ товариства «Сокіл-Батько» у Львові, весна 1913. Зліва направо: Іван Боберський, Степан Гайдучок, Тарас Франко, Омелян Гузар, Петро Франко, Іван Ігнат, Олександр Довбенко, Ігор Федів.

Згодом вступив до Легіону Січових Стрільців Української Галицької Армії (УГА), в якому воював його молодший брат Петро. У 1919 р. у складі УГА опинився за Збручем.
Навесні 1920 р. потрапив у Кожухівський більшовицький концентраційний табір.
Достоту невідомо, коли вирвався на волю.
Згодом повернувся до Львова, де також учителював (перед тим учителював в Одесі). Написав велику наукову розвідку про твір Івана Франка «Лис Микита».

Тарас Франко з онуками Юрієм (стоїть) та Андрієм (у кептарику), донькою Зенею та зятем Павлом Юрачківським. Київ, 1960-ті роки.

У 1939 році переїхав жити до Станіславова, де перебував до 1945 року. Спочатку викладав російську мову і літературу в гімназії, після вторгнення нацистської Німеччини викладав німецьку мову в Станіславській торговельній гімназії. Пізніше, із приходом радянської влади, знову викладав російську мову і літературу. Там він проживав разом із своєю сім'єю — дружиною Катериною, дочками Зіновією та Дарією і сином Роландом в будинку, що знаходиться на початку алеї парку імені Т. Шевченка за адресою вул. Шевченка, 95.
З 1945 року викладав класичну філологію у Львівському університеті; кандидатська праця: «Іван Франко і Борислав» (1953). У 1947–1949 роках був директором Літературно-меморіального музею Івана Франка у Львові.
Був професором фізкультури («руханки») в Українській Академічній Гімназії, завзятим спортовцем та пропагандистом спорту серед молоді Львова.
У 1950–1963 роках — співробітник Інституту літератури АН УРСР.

Могила Тараса Франка

Помер 13 листопада 1971 року у віці 82 років у Києві. Похований на Байковому кладовищі (ділянка № 1).

## Творчість
Починаючи з 1913 окремими виданнями вийшло дев'ять книжок Т. Франка, серед яких особливу цінність становлять його спогади «Про батька» (1956).
Тарас Франко — автор оригінальних віршів і переспівів, переважно римських і грецьких поетів; написав «Нариси історії римської літератури» (1921), збірки гуморесок «Вздовж і впоперек» (1965).
Як франкознавець брав участь у підготові 20 томів творів Івана Франка; книги «Про батька. Статті, спогади, оповідання» (1956). Автор оригінальних віршів і переспівів, головним чином з римських і грецьких поетів; підручник «Нариси історії римської літератури» (1921); збірки гуморесок «Вздовж і впоперек» (1965).
У нарисі «По той бік добра і зла» Тарас Франко наводив шокуючі факти, що розкривали реальні обставини соціалістичного «господарювання» в Україні.
Найповніше зібрання творів Тараса Франка — «Вибране» у 2-х томах; упорядники Євген Баран, Наталя Тихолоз (Івано-Франківськ, 2015).
У 2019 році за сприяння Міжнародного фонду Івана Франка було видано збірку спогадів Тараса Франка «Як Франко з синами спорив».

## Вшанування пам'яті
На будинку, де він жив, що знаходиться на початку алеї парку імені Т. Шевченка за адресою вул. Шевченка, 95 у місті Івано-Франківськ йому встановлено меморіальну дошку.
У 2016 році, в Києві, за ініціативи Роланда Франка було відкрито меморіальну квартиру-музей родини Івана Франка, у приміщенні, куди в 1950 році радянська влада насильно переселила родину другого сина Івана Франка зі Львова.
До 130-річчя від дня народження Тараса Франка було відкрито експозицію «Загартований Франковий сокіл».

## Зображення
- Будинок в Івано-Франківську, де жив Т. Франко на stanislaw.in.ua